# Cyclophora albipunctaria
Cyclophora albipunctaria là một loài bướm đêm trong họ Geometridae.